# ری سولومونوف
رِی سولومونوف (انگلیسی: Ray Solomonoff; ۲۵ ژوئیهٔ ۱۹۲۶ – ۷ دسامبر ۲۰۰۹) دانشمند رایانه اهل ایالات متحده آمریکا بود. او مبدع احتمالات الگوریتمی و پایه‌گذار اصلی نظریه الگوریتمی اطلاعات بود. او همچنین آغازگر شاخه‌ای از هوش مصنوعی مبتنی بر یادگیری ماشین، پیش‌بینی و احتمالات است.